# Huracán Ernesto (2012)
El Huracán Ernesto fue un ciclón tropical devastador que afectó varias áreas del Caribe y Centroamérica durante el mes de agosto de 2012. Fue la quinta tormenta nombrada y el segundo huracán de la temporada de 2012, Ernesto nació de una onda tropical que emergió de la costa occidentales de África a finales de julio. Desplazándose hacia el oeste, el sistema desarrolló en una depresión tropical en el Atlántico central, y antes de entrar al Caribe, en Tormenta tropical. El sistema se encontró con una cizalladura de viento alta al sur de Jamaica pero subsecuentemente alcanzó su máximo de intensidad a huracán de categoría dos, antes de tocar tierra en la península de Yucatán. Ernesto salió a la Bahía de Campeche como una tormenta tropical intensa antes de disiparse en las montañas del centro de México. Sus remanentes pasaron al océano Pacífico, donde contribuyeron a la formación de la Tormenta Tropical Hector.
Posteriormente a la formación del sistema, avisos y advertencias de tormenta tropical fueron emitidas en las Islas de Sotavento. Avisos y advertencias de huracán fueron emitidos en partes de las islas del Caribe a medida que Ernesto cruzó hacia el Mar Caribe central. Evacuaciones fueron efectuadas en áreas bajas de la península de Yucatán, vuelos y abordajes de cruceros fueron cancelados.

## Historial meteorológico

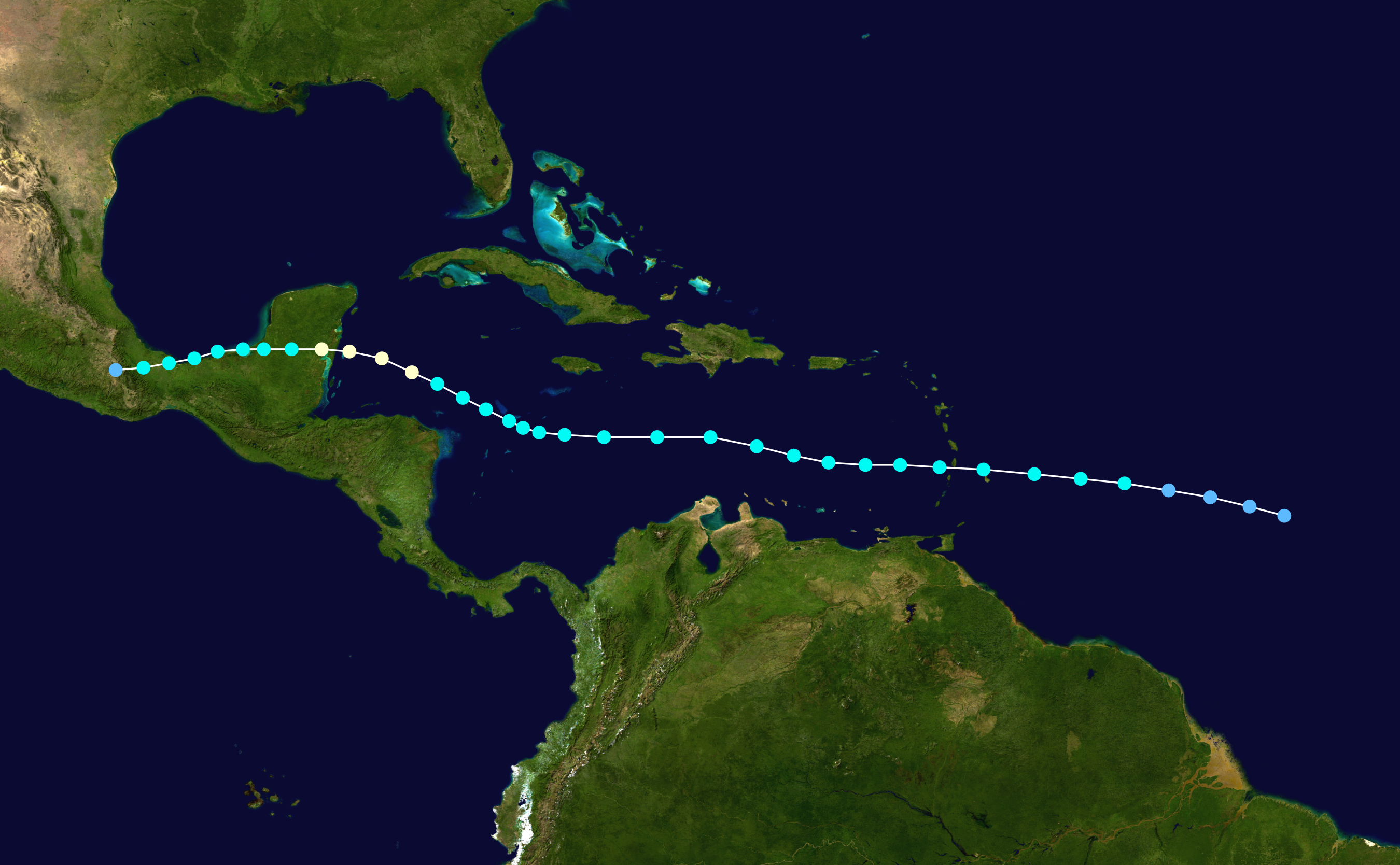
Trayectoria de Ernesto

El precursor de Ernesto fue un sistema asociado a una onda tropical que comenzó en el oeste del continente Africano, el pasado 28 de julio, cruzando el océano Atlántico Central sin mayor relevancia, al acercarse al continente Americano, empezó a desarrollarse y a tomar fuerza, el 1 de agosto, a las 5:00 ET, la NHC la identificó y calificó como Depresión Tropical Cinco. Un día después, se convirtió en Tormenta Tropical Ernesto. 
En su paso sobre las Antillas Menores dejó consigo lluvias torrenciales y vientos huracanados. Igualmente afectó al norte de Venezuela, debido a que Ernesto inter actuó con la ZCIT, produciendo torrenciales lluvias acompañadas de descargas eléctricas. 
En su paso por el Caribe, el ciclón dejó lluvias torrenciales de forma directa e indirecta; directa en las Antillas Mayores, tales cono Haití, Jamaica, Puerto Rico, las Islas Caimán, y la porción Oeste de Cuba; e indirecta en los países de Centroamérica como Honduras, Nicaragua, y la parte norte de Costa Rica. Este sistema entró en el golfo de Honduras el día 7 de agosto, y se convirtió en Huracán de Categoría dos con vientos máximos de 155 km/h convirtiéndolo en el segundo ciclón de la temporada, según el boletín de la NHC emitido el 7 de agosto a las 14.00. Luego, ese mismo día por la noche, la tormenta tocó tierra en el poblado llamado Mahahual en la península de Yucatán, al sur de Cancún, llegando a debilitarse a Tormenta Tropical; durante todo el día 8 de agosto traspaso esta área, con lluvias torrenciales y vientos huracanados con afectaciones en la misma península y la parte norte de Guatemala, entró en contacto con las aguas del golfo de México, en su parte sur, y se fortaleció un poco más, y este jueves 9 de agosto, tocó de nuevo en tierras mexicanas, específicamente en el estado de Veracruz en la ciudad de Coatzacoalcos, dejando fuertes lluvias y cuantiosos daños materiales. Durante la noche del Jueves 9 de agosto se degradó a Depresión Tropical. Durante el día la noche del Jueves y la madrugada del Viernes ha descargado lluvias torrenciales, deslaves y vientos huracanados que dejó como resultado a 12 personas muertas y cuantiosos daños que abarcan desde casas a algunas estructuras del estado de Veracruz. La mañana del viernes 10 de agosto, a las 10.00 la NHC identificó a Ernesto como un sistema de remanentes, afectado por las altas cordilleras de México. Sus remanentes entraron en contacto con el océano Pacífico, e interactuaron en un área de Baja Presión, con esto, el sistema se reorganizó y se convirtió en la Tormenta Tropical Héctor.